# Elecciones presidenciales de Zimbabue de 1996
Las elecciones presidenciales de Zimbabue de 1996 se realizaron el 16 y 17 de marzo del mismo año. Las elecciones fueron ganadas por el presidente en ejercicio, Robert Mugabe, contra sus rivales, Abel Muzorewa y Ndabaningi Sithole. Ambos contendores se retiraron de la campaña poco antes de las elecciones, pero sus nombres permanecieron en la boleta, por lo que Mugabe logró imponerse con amplia mayoría, pero con una participación muy baja.

## Antecedentes

### Sistema de gobierno
El Presidente de la República es el jefe de Estado y de gobierno, encargado del Poder Ejecutivo, gobiernando con un gabinete de ministros nombrados por él. Aunque Zimbabue era una democracia nominal, era severamente cuestionada por órganos internacionales y nacionales, por la falta de libertades de expresión y el control de los medios de comunicación que realizaba el gobierno.

### Campaña
A inicios del año 1995, Margaret Dongo se negó a participar como candidata presidencial argumentando que era demasiado joven para cumplir con los requisitos constitucionales. Luego instó a la población a no votar en las elecciones, poniendo en duda su legitimidad. Los únicos dos oponentes a Mugabe eran el ex primer ministro Abel Muzorewa (primer jefe de gobierno de raza negra del país durante el breve gobierno de Zimbabue Rodesia), que se presentó como candidato de los Partidos Unidos de Zimbaube (sucesor de su entonces disuelto Consejo Nacional Africano Unido); y el reverendo Ndabaningi Sithole, de la Unión Nacional Africana de Zimbabue - Ndonga (facción disidente de ZANU-PF), con entonces 76 años de edad. Durante la campaña electoral Robert Mugabe atacó la incompetencia de sus oponentes y destacó su compromiso con la redistribución de la tierra, la unidad nacional y las cuestiones regionales específicas.
Una semana antes de las elecciones, Sithole, que se encontraba bajo arresto domiciliario desde el principio de la campaña bajo acusaciones de intentar asesinar a Mugabe, anunció que se retiraba de los comicios, argumentando que el gobierno "simplemente había asfixiado y socavado su campaña al completo". Como único candidato opositor, Muzorewa presentó una moción ante el Tribunal Electoral exigiendo el aplazamiento de los comicios, afirmando que las reglas electorales eran injustas. La moción fue rechazada y Muzorewa se retiró de la elección el mismo día de su celebración. Ninguno de los dos opositores fue oficialmente retirado y los nombres de ambos permanecieron en las boletas electorales, obteniendo Mugabe un abrumador triunfo, con el 92% de los votos.

## Resultados
|  | 92.76 % |

|  | 4.80 % |

|  | 2.44 % |

|  | 97.20 % |

|  | 2.80 % |

|  | 32.30 % |

|  | 67.40 % |